# سیارک ۲۸۷۲۹
سیارک ۲۸۷۲۹ (به انگلیسی: 28729 Moivre، نامگذاری:2000GF123) بیست و هشت هزار و هفتصد و بیست و نهمین سیارک کشف شده‌است که در ۱۱ آوریل ۲۰۰۰ کشف شد.